# Zwartflankzandbij
De zwartflankzandbij (Andrena thoracica) is een vliesvleugelig insect uit de familie Andrenidae. De wetenschappelijke naam van de soort is voor het eerst geldig gepubliceerd in 1775 door Fabricius.